# Ho Chi Minh City Football Club
Ho Chi Minh City Football Club (HCMC FC, em vietnamita: Câu lạc bộ bóng đá Thành phố Hồ Chí Minh), conhecido simplesmente como TP Hồ Chí Minh, e comumente chamado de TPHCM, é um clube de futebol profissional sediado na cidade de Ho Chi Minh, Vietnã. O clube compete na V.League 1, o mais alto nível do futebol vietnamita, desde a temporada de 2017, após conquistar a liga 2016 V.League 2 do Vietnã na temporada de 2016. O clube era anteriormente conhecido como Cảng Sài Gòn. O estádio de casa do clube é o Thống Nhất Stadium.

## Títulos
- Campeonato Vietnamita de Futebol: 1986, 1993–94, 1997, 2001–02
- V.League 2 (2ª divisão): 2004, 2016
- Copa Vietnamita: 1992, 1999–2000